# ورنوکس
ورنوکس (به فرانسوی: Vernaux) یک کمون در فرانسه است که در Canton of Cabannes واقع شده‌است.

## خصوصیات
ورنوکس ۶٫۰۶ کیلومترمربع مساحت و ۳۳ نفر جمعیت دارد و ۸۰۰ متر بالاتر از سطح دریا واقع شده‌است.